# うたばん
『うたばん』（英：UTABAN）は、TBS系列で1996年10月15日から2010年3月23日まで放送されていた音楽バラエティ番組。

## 概要
番組タイトルは「歌番組」をそのまま略したもの。MCの石橋貴明（とんねるず）と中居正広（当時SMAP）の男性コンビは、芸人とアイドルの異色な組み合わせと言われていた。
60分の音楽番組にもかかわらず演奏される曲は3・4曲程度で、歌唱よりもゲストとのトーク・バラエティ企画に重点を置いた番組構成が特徴だった。特にトークのみでゲストライブが1曲も放送されない『トーク総集編』や、ゲストがお笑い芸人のみの『ねたばん』も放送された。
2時間以上のスペシャル特番はそのまま『とくばん』と呼称され、総出演アーティストは637組で、中居の当時の所属事務所であるジャニーズのグループやハロープロジェクトのユニットが特に多く出演しており、石橋も参加している野猿やヘキサゴンファミリー等の他局の企画ユニットも多く見ることができた。視聴率が20%を超えることもあり、下記の理由で放送枠が何度か移動しつつも、TBSの看板長寿番組として全558回・約13年半放送された。
放送終了後も、復活を望む視聴者の声が多く。後年、中居のＭＣの番組、2018年11月の『UTAGE!』・2021年4月の『中居正広の金曜日のスマイルたちへ』に石橋をゲストに招いて「うたばん特集」を放送している。
2006年の放送400回を記念した『ザテレビジョン』での特集記事では、「音楽番組界の大ベテランにして異端児」と評されていた。
音楽番組としては唯一、日本PTA全国協議会「親が子供に見せたくない番組」にランクインしていた。

### 番組の変遷
火曜日21時台（第1期）
1996年10月毎週火曜日21時台で放送開始。
木曜日20時台
毎日放送製作の『ジパング大決戦!』とTBS製作枠との入れ替えにより、1999年4月から毎週木曜日20時台に移動。これにより、毎週火曜日21時台での放送は一旦終了した。木曜日20時台での放送は、当番組では最長の約10年間にも及んだ。また、木曜20時前の事前番組「うたばん寸前」（関東ローカル）も放送開始された。
2007年4月19日から字幕放送を実施、2008年4月10日よりハイビジョン制作になっている（セットのモニター及び撮影は2005年4月からハイビジョン）。
日曜日20時台
2009年4月『TBS第二の開局』と呼ばれた大規模改編で『総力報道!THE NEWS』の放送開始に伴うゴールデンタイム番組の枠移動で、事前番組「うたばん寸前」（関東ローカル）が廃止され、日曜日20時台に移動。しかし、この時間帯での放送は半年間で終了。
火曜日21時台（第2期）
2009年10月からは再び火曜日21時台に移動した。なお、日曜20時への枠移動は、当時の社内や株主総会、石橋の所属事務所であるアライバルから不安視されていたがTBS編成部がそれらを押し切り、実行したと報道された。結果的にそれらの不安視が的中し、番組の寿命を縮めることとなった。このことは2010年第一期株主総会で追及された。
2010年3月23日に生放送によるトーク総集編の「とくばん無期限活動休止SP」が放送され、『うたばん』としての放送に終止符を打った。最終回については後継番組『ザ・ミュージックアワー』（同年4月20日から9月14日まで放送）へ発展的終了という位置付けから、新聞テレビ欄には（終）のマークは印刷されなかった。『ザ・ミュージックアワー』は約5か月で終了したため、同年9月に『うたばん』も含めた最終回が放送された。

### 放送時間
| 期間       | 期間       | 放送時間（日本時間）         |
| ---------- | ---------- | ---------------------------- |
| 1996.10.15 | 1999.03.23 | 火曜日 21:00 - 21:54（54分） |
| 1999.04.15 | 2009.03.12 | 木曜日 20:00 - 20:54（54分） |
| 2009.04.12 | 2009.09.20 | 日曜日 19:57 - 20:54（57分） |
| 2009.10.20 | 2010.03.23 | 火曜日 21:00 - 21:54（54分） |

## 出演者

### MC
- 石橋貴明（とんねるず） - 前番組『とんねるずのカバチ』から続役。
- 中居正広（当時SMAP）

## 歴代番組記録

### 視聴率
| 順位 | 率    | 日付           | 歌手名                    |
| ---- | ----- | -------------- | ------------------------- |
| 1    | 25.0% | 2001年3月1日   | 宇多田ヒカル              |
| 2    | 24.5% | 2000年6月29日  | 山崎まさよし 宇多田ヒカル |
| 3    | 20.5% | 2000年3月30日  | モーニング娘。            |
| 4    | 19.9% | 2007年9月16日  | 宇多田ヒカル              |
| 5    | 19.7% | 2000年8月31日  | SMAP                      |
| 6    | 19.1% | 2002年2月28日  | モーニング娘。            |
| 7    | 18.7% | 1997年8月19日  | SPEED                     |
| 8    | 18.6% | 1997年2月23日  | KinKi Kids                |
| 9    | 18.5% | 1999年6月24日  | SMAP                      |
| 9    | 18.5% | 2000年2月3日   | モーニング娘。            |
| 11   | 18.2% | 2000年1月13日  | 歌の総集編                |
| 12   | 18.1% | 1999年1月12日  | 野猿・モーニング娘。      |
| 13   | 18.0% | 1998年12月1日  | 飯島直子                  |
| 13   | 18.0% | 1997年10月7日  | T.M.Revolution            |
| 13   | 18.0% | 2001年11月8日  | モーニング娘。            |
| 16   | 17.9% | 1996年12月24日 | ウルフルズ                |
| 16   | 17.9% | 2008年5月8日   | 水谷豊                    |
| 18   | 17.8% | 2000年2月10日  | SMAP                      |
| 18   | 17.8% | 2001年9月13日  | hitomi                    |
| 18   | 17.8% | 2002年5月9日   | 宇多田ヒカル              |

### 出演回数
| 順位 | 回数 | 歌手名             | 備考 |
| ---- | ---- | ------------------ | --- |
| 1    | 57回 | モーニング娘。     | 派生グループ込115回出演。                                                                                               |
| 2    | 38回 | SMAP               | ジャニーズ事務所で最多出演。                                                                                            |
| 3    | 29回 | Every Little Thing | 最終回にも出演。 |
| 4    | 26回 | 嵐                 | 2002年10月17日放送分で勃発した大野智と中居によるジャニーズ 「下克上バトル」が話題になる。櫻井翔は別のユニットでも出演。 |
| 5    | 24回 | KinKi Kids         | それぞれソロでも出演。                                                                                                  |
| 6    | 22回 | 島谷ひとみ         | ソロ歌手で最多出演。 |
| 6    | 22回 | 華原朋美           | 第1回ゲスト(2010年放送時は一時引退状態だったためランキング対象外)                                                       |
| 7    | 19回 | V6                 | 岡田准一、森田剛は別のユニットでも出演                                                                                  |
| 8    | 18回 | GLAY               | |
| 8    | 18回 | SPEED              | hiro、上原、今井は、ソロでも出演。 新垣はヨガの講師として出演。                                                         |
| 10   | 17回 | 松田聖子           | 石橋・中居の憧れの歌手。                                                                                                |
| 11   | 16回 | GACKT              | 男性ソロ歌手最多出演。                                                                                                  |
| 12   | 15回 | 松浦亜弥           | |
| 12   | 15回 | 野猿               | 他局の企画ユニットでは最多。                                                                                            |
| 12   | 15回 | BoA                | |
| 12   | 15回 | 中島美嘉           | |
| 16   | 14回 | 安室奈美恵         | |
| 17   | 13回 | タッキー&翼        | |
| 18   | 12回 | 大塚愛             | |
| 19   | 9回  | Kiroro             | |
| 19   | 9回  | 郷ひろみ           | |

※上記は2010年3月23日放送「うたばん無期限活動休止3時間SP」にて発表された。

## 企画
長期間に亘って続けられていたコーナー・企画。

### うたばんランキング
番組開始当初（1996年）から1999年ごろまで、オリコンチャートを元にシングルTOP20、アルバムTOP10を発表していた。時間の都合で、カットされたり、短縮（シングルTOP10、アルバムTOP5）の場合もあった。また、1996年のみ年間ランキングも発表した。この時は、CDTVと同じものであった。 これとは別に企画として番組1周年記念で、ゲストライブに登場したアーティストの曲でTOP100を発表したこともある。

### うたばんお宝鑑定団
本番組が毎週火曜日21時台で放送されていた時の裏番組『開運!なんでも鑑定団』（テレビ東京）をあえて模倣した企画で、不定期にゲストやMCの「お宝」を専門家が鑑定し値段付けを行った。BGMや鑑定の手順まで上記に似せており、さらに鑑定士も団長の前野重雄をはじめ石井久吾・岩崎紘昌他『なんでも鑑定団』の出演者を揃えていた。鑑定した「お宝」は全115品にもおよび、番組最大の「お宝」はDAIGOが持ち込んだ、河東純一が「平成」の文字を墨書した半紙で、価値があり過ぎて値踏み出来ず鑑定不能だった。
| 高額お宝ランキング (うたばん無期限活動休止3時間SPより) | 高額お宝ランキング (うたばん無期限活動休止3時間SPより) | 高額お宝ランキング (うたばん無期限活動休止3時間SPより) | 高額お宝ランキング (うたばん無期限活動休止3時間SPより) |
| 順位                                                   | 依頼主                                                 | 鑑定品                                                 | 鑑定金額                                               |
| ------------------------------------------------------ | ------------------------------------------------------ | ------------------------------------------------------ | ------------------------------------------------------ |
| 1                                                      | 葉加瀬太郎                                             | バイオリン&弓                                          | 9000万円                                               |
| 2                                                      | 野村克也                                               | 三冠王&首位打者記念品                                  | 1000万円                                               |
| 3                                                      | 近藤真彦                                               | 『愚か者』レコード大賞の記念品                         | 400万円                                                |
| 4                                                      | MATSU(EXILE)                                           | 棟方志功の書                                           | 300万円                                                |
| 4                                                      | 中居正広                                               | 原辰徳『侍ジャパン』のユニホーム                       | 300万円                                                |
| 6                                                      | 松田聖子                                               | 『ガラスの入江』録音テープ                             | 200万円                                                |
| 6                                                      | 早乙女太一                                             | 尾崎豊のハーモニカ                                     | 200万円                                                |
| 8                                                      | 坂本昌行(V6/20th Century)                              | 『ターザン』の絵と原画                                 | 150万円                                                |
| 9                                                      | 石橋貴明                                               | タイガー・ウッズのグローブ                             | 120万円                                                |
| 10                                                     | 櫻井翔(嵐)                                             | 古いお皿                                               | 100万円                                                |

### うたばんF・N・S歌謡祭
1999年から2002年までは同時間帯の裏番組にフジテレビの『FNS歌謡祭』がぶつかり、大半のアーティストが出演できないことがあった。（うたばんMCに中居がいるためSMAPも出演できず）その時番組では、今後注目の若手アーティストやお笑い芸人を集め『うたばんF・N・S歌謡祭』と題し、野球推薦などの企画や「うたばんのど自慢」という企画も行った。ここでいう「F・N・S」 とは「フレッシュ・ノーギャラ・スペシャル」の略称である。なお、「うたばんのど自慢」はMCである石橋貴明が所属するとんねるずと中居が所属するSMAPだけで開催した。
- 1999年12月9日：「うたばん野球推薦」
- 2000年12月7日：　男性は「うたばん野球推薦」女性は「赤坂5丁目ミニマラソン大会」。
- 2001年12月6日：「うたばん F・N・S歌謡祭」
- 2002年12月5日：「うたばんのど自慢」(2003年9月25日のSPで完全版を放送)

## うたばん寸前
『うたばん寸前』は、TBSにて1999年4月15日から2009年3月12日まで、本編レギュラー放送開始前の毎週木曜日の19:54 - 20:00（JST）に生放送が行われていた関東ローカル向けのミニ・音楽番組である。ハイビジョン制作（2008年4月10日より）、リアルタイム字幕放送（2007年4月19日より）を実施。

### 概要（うたばん寸前）
『うたばん』本編の前番組（『見ればなっとく!』→『スパスパ人間学!』→『情報ドラマチック もくげき!』→『クイズ!日本語王』→『徳光和夫の感動再会"逢いたい"』）の終了直後に行われていた、当日出演のゲストを紹介するクロスプログラム（15秒）を拡大する形で放送を開始した。2009年3月30日放送開始の『総力報道!THE NEWS』の放送開始に伴い、日曜移動を機に終了した。

## スタッフ

### 終了時のスタッフ
- 構成：秋元康・野村正浩、小原信治、樋口弘樹、加藤智久、いまぷくけんじ、若尾守重、美濃部達宏
- リサーチ：川上共子、播田ナオミ、矢島悦子、谷岡千江里
- タイトルディレクション：OMNIBUS JAPAN
- ジングルディレクション：薮内省吾
- CG：TEAビデオセンター
- TM：中澤健
- TD：荒木健一
- VE：山田賢司
- カメラ：井原公二
- 音声：森和哉
- 照明：原昇
- 美術プロデューサー：中江大志
- チーフ美術デザイナー：高松浩則
- 美術デザイナー：高松浩則、鈴木直人、中川日向子
- 美術制作：長谷川隆之
- 装置：鈴木匡人、小野寺浩
- 装飾：篠原直樹
- 電飾：山中宏朗
- 化粧：アートメイク・トキ
- 楽器：高井啓光
- 編集：浦辺啓、江川賢市、吉田俊夫
- 音響効果：新谷隆生、大内藤夫
- MA：青木有希
- TK：長谷川道子、常藤直子
- 技術協力：エヌ・エス・ティー、TAMCO、ラ・ルーチェ[注 8]、東通
- 編成：片山剛
- AP：久松理絵
- AD：黒川展寛、安永洋平
- ディレクター：石黒光典、伊藤雄介、hanako・小野塚英明
- プロデューサー：古谷英一
- チーフプロデューサー：大木真太郎
- 製作著作：TBS

### 過去のスタッフ
- 構成：吉野晃章、柄沢正典、稲田美保
- ビジュアルプランナー：大竹一郎
- ジングルディレクション：谷田一郎、野村浩司、信藤三雄（C.T.P.P）、田辺潤一郎、鈴木慎二
- CGテロップ：尾崎至晃
- ナレーション：下山展丈、松本真美
- TD：河野志朗、杉田謙二、塚越勲、小林敏之
- カメラ：飯橋俊昭、坂口司、川井由紀男
- VE：井下雅美、高松央、高橋康弘、蓑輪周治、佐藤公幸
- 音声：立花成樹、高場英文、小澤義春、松岡武男、菊哲也、平井郁雄、倉本紀彦、高場英文、菅原正巳、久代圭司
- 照明：笠原義博、石川博章、浅田和男、杉本三智夫、吉田武志、山下明弘、林明仁、加藤美和子、夏井茂之
- 美術プロデューサー：西川光三
- チーフ美術デザイナー：藤井豊（～2007年5月）
- 美術デザイナー：アズマリツ、坂根洋子、西條実、古川雅之、岡嶋正浩、金子俊彦、山口智広
- 美術制作：長谷川隆之
- 装置：小穴健一、鈴木匡人
- 特殊装置：佐藤政仁、高橋出
- 電飾：江原美幸、新藤紀子、真鍋明、西山邦章
- 楽器：サンフォニックス
- 編集：宮原茂太、松尾茂樹、沢川淳、山本雅英、井手和重、新井直樹、白澤淳、藤森唯史
- MA：並木丈治
- 音響効果：三澤恵美子、岩見岳志、勝見勇一
- TK：阿部直子
- 技術協力：サンライズアート、バリライト、東京舞台照明
- AD：ユースケ・サンタバーバラ（カリフォルニア州）
- AP：小笠原知宏、西巻めぐみ、鈴木慎治、セブン科学
- FD→ディレクター：合田隆信
- ディレクター：小玉滋彦、遠藤環、小笠原知宏、宮尾益実、大木真太郎、古谷英一、谷澤美和、ちのぱぁ～ん、柴田猛司、伊藤大輔、津留正明／柳崎芳夫、世良田光、伊藤秀人
- チーフディレクター：中鉢功、加藤嘉一
- 演出：遠藤環、阿部龍二郎、加藤嘉一、中鉢功、落合芳行、古谷英一、千野晴己、谷澤美和
- プロデューサー：田代冬彦、大崎幹、阿部龍二郎、鈴木慎治
- チーフプロデューサー：中鉢功
- 制作：田代冬彦
- 制作：TBSエンタテインメント→TBSテレビ

### TBSスタジオの強制消灯
TBS労働組合と労働に関する取り決めから、午前0時に強制的に収録スタジオの照明の電源が落とされる措置が取られていた。本番組はこれを演出に利用しトーク途中や演奏の直前に、画面のカウントダウンとともに消灯するシーンを、時折見ることが出来た。後に、MCの中居が『UTAGE!』でもこのことについて触れている。

### 収録中の事故
2001年10月16日、『モーニング娘。』に加入して間もない紺野あさ美が、『大玉転がしゲーム』の収録中にスタジオで転落する事故が発生し、右ひざ上に合計12針を縫う怪我を負った。企画自体はお蔵入りとなったが、紺野あさ美・小川麻琴の卒業が話題となった2006年6月15日の放送で事故前の一部が公開された。

### 経験II(セカンド)
桑田佳祐が作詞・作曲した『うたばんのオープニングテーマ』。2001年11月1日放送の『桑田VS石橋 アントニオ猪木対決』に桑田がやぶれ、罰ゲームとして制作・提供された曲。女体を強調したCGアニメとともに2003年7月17日よりオープニングで使用されたが、罰ゲームということで、桑田が嫌々作った番組への嫌がらせ(という建前)で、「はめて」など卑猥極まりない歌詞のゴールデンタイムの番組に合わない『エロ曲』だったため、桑田のもくろみ通りに3か月ほどで使用されなくなった。曲自体は『経験 (辺見マリの曲)』をモチーフにしており、題名もこれを踏まえて『経験II(セカンド)』となっている。サザンオールスターズの47枚目シングル『涙の海で抱かれたい 〜SEA OF LOVE〜』にカップリング収録されている。

### うたまるくん
『うたばんのマスコットキャラクター』。キャラクターデザインは薮内省吾、アニメーション制作はタツノコプロが担当。
2000から2002年まで番組内の短編アニメで登場した。着ぐるみも制作され、スーツアクターは番組スタッフの古谷英一が担当した。

### ほんとのうたばん
『とんねるずのみなさんのおかげでした』のコーナーでMCの石橋貴明と演出の秋元康によるセルフパロディ企画。こちらには中居ではなく木梨が出演していた。当初はものまねやプロモーションビデオのパロディコーナーだったが、のちにバックダンサーとして出演していた『-おかげでした』スタッフから派生した『野猿』の企画がメインとなり、野猿は本番組『うたばん』にもゲスト出演するようになった。2018年3月22日放送の『-おかげでした』最終回では、最終回バージョン『さいごのうたばん』として放送された。

### UTAGE!
中居正広がMCを務める歌番組『UTAGE!』の2018年11月7日放送回『UTAGE! 秋のサプライズ祭り』の終盤に中居も知らないサプライズゲストとして石橋が登場、後継番組の『ザ・ミュージックアワー』以来8年ぶりに本番組のMCコンビが復活、嘗てゲスト出演していたMAX、島袋寛子、高橋愛らとも再会を果たした。さらにテロップやスタジオの消灯など『うたばん』の演出も再現された。

### 中居正広の金曜日のスマイルたちへ
中居正広が司会を務める『中居正広の金曜日のスマイルたちへ』の2021年4月2日放送回『金スマ2時間スペシャル モーニング娘。'21&OG総勢18名! 今夜限りうたばん秘蔵映像解禁』の番組後半に中居も知らないサプライズゲストとして石橋が「化学くん」こと元番組プロデューサーだった鈴木慎治を連れて登場、『うたばん』本放送終了以来、11年ぶりに本番組のMCコンビによるトークが復活した。その後2025年1月23日に中居が芸能界を引退したため。石橋とのMCコンビによる共演はこれが最後となった。